# Yader Zoli
Yader Zoli (Faenza, 1 de octubre de 1975) es un deportista italiano que compitió en ciclismo de montaña en la disciplina de campo a través. Ganó una medalla de plata en el Campeonato Mundial de Ciclismo de Montaña de 2006 y una medalla de bronce en el Campeonato Europeo de Ciclismo de Montaña de 2007.

## Palmarés internacional
| Campeonato Mundial | Campeonato Mundial      | Campeonato Mundial | Campeonato Mundial         |
| Año                | Lugar                   | Medalla            | Competición                |
| ------------------ | ----------------------- | ------------------ | -------------------------- |
| 2006               | Rotorua (Nueva Zelanda) | Medalla de plata   | Campo a través por relevos |
| Campeonato Europeo |                         |                    |                            |
| Año                | Lugar                   | Medalla            | Competición                |
| 2007               | Capadocia (Turquía)     | Medalla de bronce  | Campo a través por relevos |